# Dalargentina sexquicentenaria
Dalargentina sexquicentenaria är en fjärilsart som beskrevs av Orfila 1961. Dalargentina sexquicentenaria ingår i släktet Dalargentina och familjen Dalceridae. Inga underarter finns listade i Catalogue of Life.